# Josep Pérez Tomàs
Josep Pérez Tomàs (Liria, Valencia, 11 de mayo de 1994) es un jugador español de baloncesto profesional, que ocupa la posición de base. Actualmente juega en el Club Bàsquet Llíria de la Segunda FEB.

## Trayectoria deportiva
Josep Pérez es un base de 1.84 metros de altura, nacido en la localidad valenciana de Liria. Tras iniciar su formación en el club de su localidad natal, se enroló en la cantera del FC Barcelona en etapa infantil. Se convirtió en una de las principales promesas de la cantera blaugrana, llegando a debutar con el primer equipo en Liga Endesa e incluso Euroliga de la mano de Xavi Pascual. Fue en su último año júnior, en el que compaginó sus minutos de juego con el filial de Liga LEB Plata.  
Los dos siguientes cursos, ya en LEB Oro, los disputó también con el FC Barcelona "B". En la campaña 2012/13 promedió 9.1 puntos y 3.1 asistencias, siendo una de las piezas más destacadas del equipo. Una lesión sufrida en 2013/14 redujo su participación a únicamente 14 partidos, acreditando 6.8 puntos y 2.4 asistencias. 
En 2014, tras el descenso del filial, se desvinculó del Barça para recalar en el Peñas Huesca de Quim Costa, donde promedió 8.2 puntos, 2.1 rebotes, 2.6 asistencias y 9.4 tantos de valoración en unos 20 minutos por partido, además de un 46% en tiros de tres puntos.
En la temporada 2015-16 firma por el Actel Força Lleida, donde registró medias de 9.6 puntos, 2.5 asistencias y un 38’6% de acierto en triples.
En la temporada 2016-17 se convierte en el nuevo base del Quesos Cerrato Palencia. Vio reducida su participación, promediando 16 minutos, 5.3 puntos y 1.6 asistencias.
Vuelve a Cataluña en 2017/18 para firmar con el CB Prat, donde mejora sus prestaciones hasta los 11 puntos, 3 asistencias y 3 rebotes por encuentro. 
En 2018 firma con el CB Granada. En el club nazarí disputa dos temporadas, destacando especialmente en 2018/19 cuando promedió 10 puntos y 2.4 asistencias. En 2019/20 redujo sus minutos en pista y también sus medias, quedando en 5 puntos y 2.7 asistencias hasta la cancelación prematura de la temporada debido a la pandemia de COVID-19.
En julio de 2020 abandona las filas del Granada para recalar en el CB Almansa. Tras disputar únicamente cinco partidos de la temporada 2020/21 sufrió la rotura del menisco externo y del ligamento cruzado de su rodilla izquierda, causando baja para el resto de la campaña.
El 22 de julio de 2022, firma por el Þór Þorlákshöfn de la 1. deild karla.
El 9 de noviembre de 2022, firma un contrato de un mes con el Morabanc Andorra de la LEB Oro.
El 5 de marzo de 2023, firma por el CB L'Horta Godella de la Liga LEB Plata.
El 17 de julio de 2023, firma por el Oviedo Club Baloncesto de la Liga LEB Oro.
El 15 de octubre de 2024, firma por el Club Bàsquet Llíria de la Segunda FEB.